# Alfred Naujocks
Alfred Helmut Naujocks (Kiel, 20 settembre 1911 – Amburgo, 4 aprile 1966) è stato un militare tedesco.
Fu un ufficiale delle SS e dello Sicherheitsdienst; salì alla notorietà per il finto attacco alla stazione radio di Gleiwitz il 31 agosto 1939.
Figlio di un droghiere di Kiel, interruppe ben presto gli studi, diventando il prototipo del tipico giovane ragazzo tedesco sbandato dopo la fine della prima guerra mondiale, venendo spesso coinvolto in tafferugli contro le formazioni comuniste.
Entrato nelle SS nel 1931, venne chiamato tre anni più tardi da Heydrich, che aveva conosciuto dopo che questi era stato espulso dalla marina, ad entrare a far parte dello Sicherheitsdienst, diventando da quel momento l'esecutore dei lavori più "spiacevoli". Naujocks, fu in prima linea nelle operazioni relative al Salone Kitty, dell'assassinio di Rudolf Formis, nell'Affare Tuchačevskij, nell'incidente di Venlo e nell'Operazione Bernhard.
Nel 1939 ottenne il comando della sottosezione III dell'SD-Ausland (SD-Sezione estera), specializzata nella fabbricazioni di documenti e passaporti falsi per gli agenti operativi dell'SD. Naujocks si dimise dall'SD nel 1941 in seguito ad una disputa con Heydrich e fu pertanto trasferito nelle Waffen-SS. Nel 1943 fu spedito sul Fronte Orientale, e l'anno seguente fu destinato all'ufficio relativo all'amministrazione delle truppe di occupazione in Belgio.
Nel novembre del 1944 Naujocks decise di disertare e catturato dagli americani concluse la guerra in un campo per prigionieri di guerra. Riuscito a fuggire prima di essere giudicato da un tribunale Alleato, Naujocks fu membro attivo dell'ODESSA, l'organizzazione nazista che aiutava personaggi nazisti e delle SS a riparare in Sud America; egli stesso riparò in Argentina, dove però venne arrestato e trasferito ad Amburgo per essere giudicato. Morì il 4 aprile 1966, senza rilasciare nessun altro particolare della sua attività in tempo di guerra.